# Неписьменність

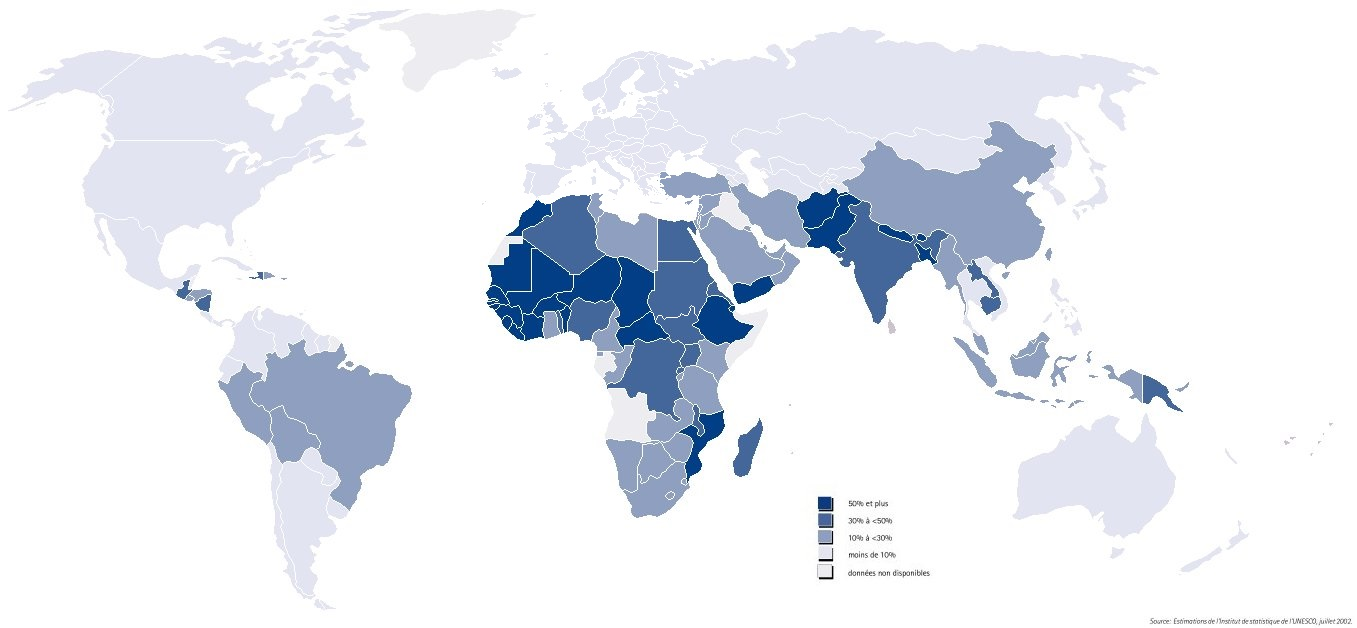
Рівень неписьменності у світі на 2000 рік

Неписьме́нність або безграмотність, неграмотність, заст. анальфабети́зм — невміння читати і писати у дорослих. 
Втрата засвоєних і недостатньо закріплених навичок читання й письма визначається як повторна неписьменність. 

## Поширеність
За даними ЮНЕСКО, рівень неписьменності зменшується в середньому на 5 відсотків кожне десятиліття. У 1950 році рівень письменного населення становив 55,7%. У 2015 році відсоток виріс до 86,2%. Відсоток неписьменних дорослих зменшився, але фактична їхня кількість зросла з 700 мільйонів у 1950 році до 878 мільйонів у 1990 році. Після спостерігається спадання - 745 мільйонів у 2015 році.

### Регіональні особливості
Рівень грамотності між регіонами є різним. Північна Америка, Європа, Західна та Центральна Азія майже досягли повної грамотності серед населення віком від 15 років. Більшість країн Східної Азії та Тихоокеанського регіону, також країни Латинської Америки та Карибського басейну серед дорослого населення мають рівень неграмотності приблизно 10%. В інших регіонах рівень неписьменності є вищим. Станом на 2013 доросле населення Південної Азії та Північної Африки, що є грамотним, становило 67,55% і 59,76% відповідно.
У більшості країн світу рівень грамотності серед молоді збільшується, що свідчить про те, що неписьменність стає менш поширеною. Проте в Африці, на південь від Сахари, та в Південній Азії, де проживає переважна більшість неписьменної молоді у світі, дуже низький рівень охоплення дітей школами. Це означає, що неписьменність зберігатиметься більшою мірою. Згідно з даними 2013 року, рівень грамотності молоді (віком від 15 до 24 років) становить 84% у Південній Азії та Північній Африці та 70% в Африці на південь від Сахари .

### Статеві особливості
Згідно з даними Інституту статистики ЮНЕСКО за 2015 рік, більше половини (63%) неписьменних дорослих у світі - жінки. З 1970 по 2000 роки ґендерний розрив у грамотності значно скоротився. Приблизно з 2013 року процес зі зменшення цього розриву зазнав стагнації, тому ситуація залишається майже незмінною протягом останніх двох десятиліть.
Африка, на південь від Сахари, має найнижчий загальний рівень грамотності та найбільший ґендерний розрив: 52% дорослих жінок і 68% дорослих чоловіків є грамотними. Подібна ґендерна диспропорція існує в Північній Африці, де грамотними є 70% дорослих жінок та 86% дорослих чоловіків. У Південній Азії 58% дорослих жінок і 77% дорослих чоловіків грамотні.

#### Статевий розрив у розвинених країнах
У той час як жінки та дівчата становлять більшість неписьменного населення світу, у багатьох розвинених країнах розрив між грамотністю та статтю існує в протилежному напрямку. Дані Міжнародної програми з оцінювання освітніх досягнень учнів постійно демонструють низький рівень грамотності хлопчиків у країнах-членах Організації економічного співробітництва та розвитку.[джерело?]